# Poids nominal brut sur l'essieu
Pour les articles homonymes, voir Poids (homonymie).
| Cette plaque signalétique d'une voiture Toyota Corolla 2007 fabriquée au Canada indique un PNBV de 1 625 kg et deux PNBE, un pour chaque essieu : - « FR. » : 855 kg sur l'essieu avant - « RR. » : 780 kg sur l'essieu arrière |

Au Canada, le poids nominal brut sur l'essieu (PNBE) est « la valeur spécifiée par le fabricant d'un véhicule comme poids sur un seul essieu du véhicule en charge, mesuré à la surface entre le pneu et le sol »,. 
Cette masse est définie par le constructeur ou l’importateur du véhicule, entre autres caractéristiques présentées lors de l’homologation du véhicule par les autorités compétentes, nécessaire pour que ce véhicule obtienne l’autorisation de circuler sur le réseau routier du pays considéré. Le PNBE varie d'un essieu à un autre d'un même véhicule.

## Importance
Les détériorations subies par les routes augmentent rapidement en fonction du PNBE et, « en tant que règle d'or... pour les surfaces pavées suffisamment solides », sont proportionnelles à sa puissance quatrième. Par exemple, si le PNBE double, les détériorations subies par les routes sont multiplées par 16 (24),, ce qui explique pourquoi les camions avec un PNBE élevé sont lourdement taxés dans la plupart des pays.

### Citations originales
1. ↑  (en) « as a rule of thumb... for reasonably strong pavement surfaces »